# Wrocław Świniary
Wrocław Świniary – kolejowy przystanek osobowy we Wrocławiu, przy ulicy Dalimira, na osiedlu Świniary. Wybudowany w roku 1856 w momencie powstania linii kolejowej z Wrocławia do Poznania.

## Ruch pasażerski
| Rok  | Wymiana pasażerska na dobę |
| ---- | -------------------------- |
| 2017 | 300                        |
| 2022 | 100-149                    |